# CamStudio
CamStudio es un software libre de captura vídeo de pantalla bajo licencia GNU GPL, que está  concebido para capturar fuentes visuales del computador, lo que permite «filmar» lo que el usuario ve a la pantalla de su escritorio.
Ofrece la posibilidad de grabar la pantalla completa o una ventana, así como grabar el audio desde un micrófono.

## Historia
En un principio, CamStudio fue lanzado como un producto de código abierto por RenderSoft en octubre de 2001. El código fuente fue convertido a la Licencia Pública General de GNU tras lanzarse la versión 1.8 un año después.
En 2003, RenderSoft fue adquirida por eHelp Corporation. El nuevo propietario lanzó una nueva versión, CamStudio 2.1, bajo una licencia de software propietario. Posteriormente eHelp Corporation fue adquirida por Macromedia
El desarrollo de la versión 2.0 (la última de código abierto) de CamStudio fue resumida y relanzada como software libre en septiembre de 2007 con la beta de CamStudio 2.5 Beta 1. Acorde a esto, se le agregó "Open Source" al nombre original.

## Malware
En versiones anteriores, durante la instalación el programa ha sido detectado como varios tipos de malware, como por ejemplo "Trojan.Gen.2". Además, este programa ha estado considerado potencialmente peligroso en VirusTotal, aunque en su versión 2.7 el informe de Virus Total no detecta ninguna amenaza si se descarga el programa de su sitio oficial en SourceForge.